# Chiesa di San Pancrazio (Roccascalegna)
La chiesa di San Pancrazio è sita presso il cimitero di Roccascalegna in provincia di Chieti.

## Storia

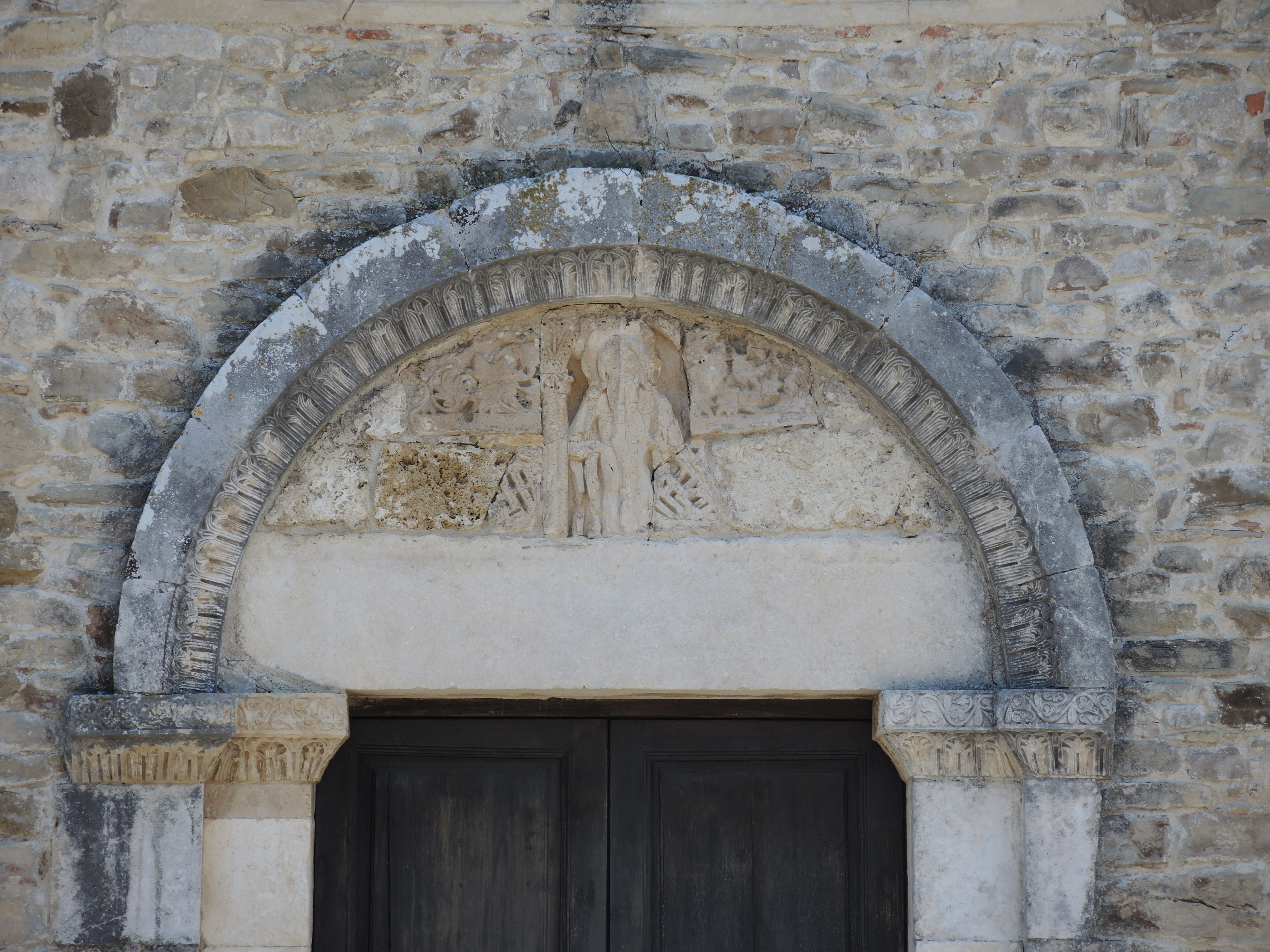
Particolare del portale

La chiesa sorge all'incirca nel XII secolo, nel territorio dell'allora diocesi del monastero di Santo Stefano sita nei dintorni di Tornareccio, questa chiesa consta feudataria di molti terreni nei dintorni. Un'iscrizione sulla facciata data la chiesa nel 1205. 
Nel XVI secolo una descrizione la definisce una delle più importanti chiese della provincia di Chieti, infatti constava di un chiostro e di molte stanze.
Dell'attiguo monastero rimane qualche brandello. La chiesa invece conserva qualche resto del nucleo originario dopo recenti restauri.

## Struttura

### L'esterno
La facciata è a coronamento orizzontale ed ai lati vi sono dei contrafforti costituiti da conci. 
Sul lato sinistro vi è un campanile, un tempo staccato dalla chiesa.
I muri sono realizzati con calcare e ciottoli alternati.
Il portale d'accesso è costituito da stipiti ed incoronato da architrave calcareo senza decorazioni. Nei pressi del portale vi sono un archivolto ed una lunetta.
Sul muro di destra si apre un portale secondario con decorazioni simili al portale principale.

### L'interno
L'interno è suddiviso in 2 navate mediante pilastri con cornice-capitello.
Fra un pilastro e l'altro vi è un arco a sesto acuto.
La chiesa non presenta abside.